# Unionsversammlung
Die Unionsversammlung (französisch Assemblée de l'Union des Comores) ist das Parlament im Einkammersystem der Komoren.
1975 wurde das Parlament unter dem Namen Nationalversammlung konstituiert und später als Föderalversammlung bzw. Bundesversammlung bezeichnet. 2004 erhielt es die Bezeichnung Unionsversammlung.
Die Unionsversammlung besteht auf insgesamt 33 Abgeordneten. 24 Abgeordnete werden für jeweils fünf Jahre in absoluter Mehrheitswahl in Einpersonenwahlkreisen gewählt. Neun Sitze sind Abgeordneten der regionalen Parlamente vorbehalten, d. h. drei Abgeordnete pro Insel. Zuvor waren es fünf pro Insel, so dass nur 18 Abgeordnete direkt gewählt wurden.
Die Unionsversammlung befindet sich in der Hauptstadt Moroni im Palais du Peuple. Das Gebäude wurde nach der Unabhängigkeit in den 1970er Jahren durch die Volksrepublik China finanziert.

## Wahlen
Aus den Wahlen 2004 ging das Camp of the Autonomous Islands (CdIA) mit 12 Sitzen vor der Convention for the Renewal of the Comoros (CRC) mit 6 Sitzen als Sieger hervor. 2009 gewann die CdIA die Wahlen erneut.
Bei den Wahlen am 25. Januar und 22. Februar 2015 wurde die Union for the Development of Comoros (UPDC) mit 11 Sitzen stärkste Kraft, gefolgt von den der Partei Juwa mit 10 und der Democratic Rally of the Comoros (RDC) mit vier Sitzen.
2020 errang die CRC 20 der 24 durch Direktwahl bestimmte Mandate, jeweils zwei Sitze gingen an die Parti orange und Unabhängige. Die ehemals stärksten Parteien CdIA und UPDC zogen nicht mehr ins Parlament ein.